# Teodozjusz V (prawosławny patriarcha Antiochii)
Teodozjusz V – prawosławny Patriarcha Antiochii w latach 1276–1285.